# Naitō Masanaga
Naitō Masanaga (内藤政長, , 1568 - 7 de dezembro de 1634) foi um samurai do Clã Naitō que viveu no Período Azuchi-Momoyamae era vassalo do Clã Tokugawa. Era o filho de Naitō Ienaga de quem herdou o Domínio de Sanuki .
Por seus feitos no Cerco de Osaka (1615), a receita de seu Han aumentou em 50.000 koku, e, em seguida, tornou-se Daimyō o Domínio de Iwakidaira (Província de Mutsu - 70.000 koku), em 1622 . 
| Precedido por Naitō Ienaga   | - Líder do Clã Naitō 1622-1634          | Sucedido por Naitō Tadaoki        |
| Precedido por Naitō Ienaga   | Segundo Daimyō de Sanuki 1600-1622      | Sucedido por Matsudaira Tadashige |
| Precedido por Torii Tadamasa | Primeiro Daimyō de Iwakidaira 1622-1634 | Sucedido por Naitō Tadaoki        |